# Elektrisk
Elektrisk è un singolo del duo musicale norvegese Marcus & Martinus, pubblicato il 24 luglio 2015 come primo estratto dal primo album in studio Hei edizione Fan spesial.

## Descrizione
Il brano, che vede la partecipazione del cantante norvegese Katastrofe, appartiene ai generi musicali pop e hip hop.
Il singolo è stato successivamente nominato agli Spellemannprisen 2015 nella categoria "Årets låt".
Inoltre, il 23 maggio 2023, il singolo è diventato la prima canzone in lingua norvegese a raggiungere le 100 milioni riproduzioni su Spotify.

## Video musicale
Il video musicale, diretto da Per Gunnar Fordal, è stato reso disponibile sul canale YouTube del duo in concomitanza con l'uscita del singolo.

## Tracce
Testi e musiche di Petter Bjørklund Kristiansen, Erik Fjeld.
1. Elektrisk – 3:20

## Classifiche
| Classifica (2015) | Posizione massima |
| ----------------- | ----------------- |
| Norvegia          | 3                 |
| Svezia            | 8                 |